# Marcin Siedlarz
Marcin Siedlarz (ur. 15 lutego 1988 w Krakowie) – polski piłkarz, występujący na pozycji pomocnika. Od 2014 jest piłkarzem Garbarni Kraków.

## Życiorys
Siedlarz jest wychowankiem krakowskiego Hutnika, z którego trafił do Górnika Zabrze, mając zaledwie 16 lat. Mimo młodego wieku w ciągu półtorarocznego pobytu przy Roosevelta skompletował 25 występów w Ekstraklasie. Wiosnę 2005 roku spędził w Widzewie Łódź, a w sezonie 2006/2007 terminował we włoskiej Sienie. Ostatnio grał w Ruchu Chorzów, a w minionym sezonie bronił barw Przeboju Wolbrom. W ubiegłych rozgrywkach Siedlarz rozegrał 28 spotkań w II lidze, strzelając dwa gole. Marcin Siedlarz jest trzecim wychowankiem krakowskiego Hutnika, który występował w GKS Katowice. Od początku sezonu 2010/2011 grał w Garbarni Kraków, a od początku sezonu 2013/2014 gra we Flocie Świnoujście